# Championnats du monde de paracyclisme sur route 2023
Navigation
2022 2024
Les championnats du monde de paracyclisme sur route 2023 se déroulent du 9 au 13 août 2023 à Glasgow et Dumfries and Galloway en Écosse, au Royaume-Uni.
Ces mondiaux seront organisés dans le cadre plus large des championnats du monde de cyclisme UCI 2023 rassemblant tous les quatre ans à partir de 2023 treize championnats du monde de cyclisme dans différentes disciplines (route, piste, VTT...).
Le programme des compétitions est inchangé par rapport à l'année précédente. Les compétitions se déroulent selon les classifications du paracyclisme avec des tandems (classe B), des vélos de course (classes C1 à C5), des handbikes (classes H1 à H5) et des tricycles (classes T1 et T2). Dans chaque catégorie un contre-la-montre individuel et une course en ligne est au programme pour les femmes et les hommes. Un relais par équipes en handbike attribue également un titre mondial.

## Médaillés
Pour l'explication sur les différentes catégories, voir la page Cyclisme handisport#Classification actuelle

### Catégorie B
| Épreuves         | Or                                                | Argent                                            | Bronze                                            |
| Hommes           | Hommes                                            | Hommes                                            | Hommes                                            |
| ---------------- | ------------------------------------------------- | ------------------------------------------------- | ------------------------------------------------- |
| Course en ligne  | Pays-Bas Tristan Bangma pilote : Patrick Bos      | Pays-Bas Vincent ter Schure pilote : Timo Fransen | France Elie de Carvalho pilote : Mickaël Guichard |
| Contre-la-montre | Pays-Bas Tristan Bangma pilote : Patrick Bos      | Pays-Bas Vincent ter Schure pilote : Timo Fransen | France Elie de Carvalho pilote : Mickaël Guichard |
| Femmes           |                                                   |                                                   |                                                   |
| Course en ligne  | Irlande Katie-George Dunlevy pilote : Linda Kelly | Pologne Otylia Marczuk pilote : Ewa Bankowska     | Royaume-Uni Sophie Unwin pilote : Jenny Holl      |
| Contre-la-montre | Irlande Katie-George Dunlevy pilote : Linda Kelly | Royaume-Uni Sophie Unwin pilote : Jenny Holl      | France Anne-Sophie Centis pilote : Élise Delzenne |

### Catégorie C1
| Épreuves         | Or                  | Argent              | Bronze         |
| Hommes           | Hommes              | Hommes              | Hommes         |
| ---------------- | ------------------- | ------------------- | -------------- |
| Course en ligne  | Linang Weicong      | Ricardo Ten Argilés | Michael Teuber |
| Contre-la-montre | Ricardo Ten Argilés | Michael Teuber      | Aaron Keith    |
| Femmes           |                     |                     |                |
| Course en ligne  | Frances Brown       | Qian Wangwei        | Yang Jiafan    |
| Contre-la-montre | Frances Brown       | Qian Wangwei        | Katie Toft     |

### Catégorie C2
| Épreuves         | Or               | Argent           | Bronze           |
| Hommes           | Hommes           | Hommes           | Hommes           |
| ---------------- | ---------------- | ---------------- | ---------------- |
| Course en ligne  | Alexandre Léauté | Darren Hicks     | Ewoud Vromant    |
| Contre-la-montre | Alexandre Léauté | Darren Hicks     | Ewoud Vromant    |
| Femmes           |                  |                  |                  |
| Course en ligne  | Flurina Rigling  | Carolina Munevar | Maike Hausberger |
| Contre-la-montre | Maike Hausberger | Flurina Rigling  | Amelia Cass      |

### Catégorie C3
| Épreuves         | Or                 | Argent                 | Bronze          |
| Hommes           | Hommes             | Hommes                 | Hommes          |
| ---------------- | ------------------ | ---------------------- | --------------- |
| Course en ligne  | Finlay Graham      | Thomas Peyroton-Dartet | Benjamin Watson |
| Contre-la-montre | Matthias Schindler | Finlay Graham          | Michael Sametz  |
| Femmes           |                    |                        |                 |
| Course en ligne  | Wang Xiaomei       | Keiko Sugiura          | Paige Greco     |
| Contre-la-montre | Anna Beck          | Wang Xiaomei           | Keiko Sugiura   |

### Catégorie C4
| Épreuves         | Or             | Argent             | Bronze          |
| Hommes           | Hommes         | Hommes             | Hommes          |
| ---------------- | -------------- | ------------------ | --------------- |
| Course en ligne  | Kévin Le Cunff | Ronan Grimes       | Archie Atkinson |
| Contre-la-montre | Kévin Le Cunff | Gatien Le Rousseau | Jozef Metelka   |
| Femmes           |                |                    |                 |
| Course en ligne  | Samantha Bosco | Emily Petricola    | Meg Lemon       |
| Contre-la-montre | Samantha Bosco | Emily Petricola    | Keely Shaw      |

### Catégorie C5
| Épreuves         | Or                   | Argent          | Bronze        |
| Hommes           | Hommes               | Hommes          | Hommes        |
| ---------------- | -------------------- | --------------- | ------------- |
| Course en ligne  | William Bjergfelt    | Yehor Dementyev | Andrea Tarlao |
| Contre-la-montre | Daniel Abraham Gebru | Lauro Chaman    | Dorian Foulon |
| Femmes           |                      |                 |               |
| Course en ligne  | Sarah Storey         | Heïdi Gaugain   | Paula Ossa    |
| Contre-la-montre | Sarah Storey         | Alana Forster   | Heïdi Gaugain |

### Catégorie H1
| Épreuves         | Or                      | Argent               | Bronze                  |
| Hommes           | Hommes                  | Hommes               | Hommes                  |
| ---------------- | ----------------------- | -------------------- | ----------------------- |
| Course en ligne  | Maxime Hordies          | Fabrizio Cornegliani | Nicolas Pieter du Preez |
| Contre-la-montre | Nicolas Pieter du Preez | Maxime Hordies       | Fabrizio Cornegliani    |
| Femmes           |                         |                      |                         |
| Course en ligne  | Luisa Pasini            | Darin Sheepchondan   | -                       |
| Contre-la-montre | Luisa Pasini            | Darin Sheepchondan   | -                       |

### Catégorie H2
| Épreuves         | Or                   | Argent                           | Bronze                           |
| Hommes           | Hommes               | Hommes                           | Hommes                           |
| ---------------- | -------------------- | -------------------------------- | -------------------------------- |
| Course en ligne  | Florian Jouanny      | Sergio Garrote Muñoz             | Luca Mazzone                     |
| Contre-la-montre | Sergio Garrote Muñoz | Florian Jouanny                  | Luca Mazzone                     |
| Femmes           |                      |                                  |                                  |
| Course en ligne  | Roberta Amadeo       | Angela Procida                   | Gilmara Sol do Rosário Gonçalves |
| Contre-la-montre | Roberta Amadeo       | Gilmara Sol do Rosário Gonçalves | Angela Procida                   |

### Catégorie H3
| Épreuves         | Or             | Argent        | Bronze            |
| Hommes           | Hommes         | Hommes        | Hommes            |
| ---------------- | -------------- | ------------- | ----------------- |
| Course en ligne  | Mirko Testa    | Johan Quaile  | Vico Merklein     |
| Contre-la-montre | Mark Mekenkamp | Ryan Pinney   | Federico Mestroni |
| Femmes           |                |               |                   |
| Course en ligne  | Annika Zeyen   | Lauren Parker | Anaïs Vincent     |
| Contre-la-montre | Lauren Parker  | Annika Zeyen  | Anaïs Vincent     |

### Catégorie H4
| Épreuves         | Or                  | Argent           | Bronze           |
| Hommes           | Hommes              | Hommes           | Hommes           |
| ---------------- | ------------------- | ---------------- | ---------------- |
| Course en ligne  | Jonas van de Steene | Mathieu Bosredon | Thomas Frühwirth |
| Contre-la-montre | Jetze Plat          | Mathieu Bosredon | Joseph Fritsch   |
| Femmes           |                     |                  |                  |
| Course en ligne  | Jennette Jansen     | Doyeon Lee       | Suzanna Tangen   |
| Contre-la-montre | Jennette Jansen     | Doyeon Lee       | Giulia Ruffato   |

### Catégorie H5
| Épreuves         | Or             | Argent         | Bronze             |
| Hommes           | Hommes         | Hommes         | Hommes             |
| ---------------- | -------------- | -------------- | ------------------ |
| Course en ligne  | Mitch Valize   | Tim de Vries   | Loïc Vergnaud      |
| Contre-la-montre | Mitch Valize   | Tim de Vries   | Loïc Vergnaud      |
| Femmes           |                |                |                    |
| Course en ligne  | Oksana Masters | Chantal Haenen | Andrea Eskau       |
| Contre-la-montre | Chantal Haenen | Andrea Eskau   | Ana Maria Vitelaru |

### Catégorie T1
| Épreuves         | Or                | Argent           | Bronze          |
| Hommes           | Hommes            | Hommes           | Hommes          |
| ---------------- | ----------------- | ---------------- | --------------- |
| Course en ligne  | Lu Rongfei        | Chen Jianxin     | Nathan Clement  |
| Contre-la-montre | Nathan Clement    | Chen Jianxin     | Lu Rongfei      |
| Femmes           |                   |                  |                 |
| Course en ligne  | Pavlína Vejvodová | Eltje Malzbender | Shelley Gautier |
| Contre-la-montre | Pavlína Vejvodová | Eltje Malzbender | Shelley Gautier |

### Catégorie T2
| Épreuves         | Or              | Argent                | Bronze          |
| Hommes           | Hommes          | Hommes                | Hommes          |
| ---------------- | --------------- | --------------------- | --------------- |
| Course en ligne  | Dennis Connors  | Tim Celen             | Maximilan Jager |
| Contre-la-montre | Maximilan Jager | Tim Celen             | Felix Barrow    |
| Femmes           |                 |                       |                 |
| Course en ligne  | Emma Lund       | Celine Van Till       | Jana Majunke    |
| Contre-la-montre | Celine Van Till | Angelika Dreock-Kaser | Emma Lund       |

### Catégorie H1-5
| Épreuves     | Or                                                      | Argent                                                    | Bronze                                                    |
| ------------ | ------------------------------------------------------- | --------------------------------------------------------- | --------------------------------------------------------- |
| Relais mixte | France- Johan Quaile - Florian Jouanny - Joseph Fritsch | Allemagne- Johannes Herter - Annika Zeyen - Vico Merklein | États-Unis- Brandon Lyons - Alicia Dana - Travis Gaertner |

## Tableau des médailles
| Rang  | Nation           | Or | Argent | Bronze | Total |
| ----- | ---------------- | -- | ------ | ------ | ----- |
| 1     | Pays-Bas         | 10 | 5      | 0      | 15    |
| 2     | France           | 6  | 7      | 10     | 23    |
| 3     | Grande-Bretagne  | 6  | 2      | 6      | 14    |
| 4     | Italie           | 5  | 2      | 8      | 15    |
| 5     | Allemagne        | 4  | 5      | 6      | 15    |
| 6     | États-Unis       | 4  | 1      | 2      | 7     |
| 7     | Chine            | 3  | 5      | 1      | 9     |
| 8     | Belgique         | 2  | 3      | 2      | 7     |
| 9     | Espagne          | 2  | 2      | 0      | 4     |
| 9     | Suisse           | 2  | 2      | 0      | 4     |
| 11    | Irlande          | 2  | 1      | 0      | 3     |
| 12    | Tchéquie         | 2  | 0      | 0      | 2     |
| 13    | Australie        | 1  | 6      | 2      | 9     |
| 14    | Canada           | 1  | 0      | 6      | 7     |
| 15    | Danemark         | 1  | 0      | 1      | 2     |
| 15    | Afrique du Sud   | 1  | 0      | 1      | 2     |
| 17    | Suède            | 1  | 0      | 0      | 1     |
| 18    | Brésil           | 0  | 2      | 1      | 3     |
| 19    | Thaïlande        | 0  | 2      | 0      | 2     |
| 19    | Nouvelle-Zélande | 0  | 2      | 0      | 2     |
| 21    | Colombie         | 0  | 1      | 1      | 2     |
| 21    | Corée du Sud     | 0  | 1      | 1      | 2     |
| 21    | Japon            | 0  | 1      | 1      | 2     |
| 24    | Pologne          | 0  | 1      | 0      | 1     |
| 24    | Ukraine          | 0  | 1      | 0      | 1     |
| 26    | Autriche         | 0  | 0      | 1      | 1     |
| 26    | Norvège          | 0  | 0      | 1      | 1     |
| 26    | Slovaquie        | 0  | 0      | 1      | 1     |
| Total | Total            | 53 | 53     | 51     | 157   |